# 遂昌长粽

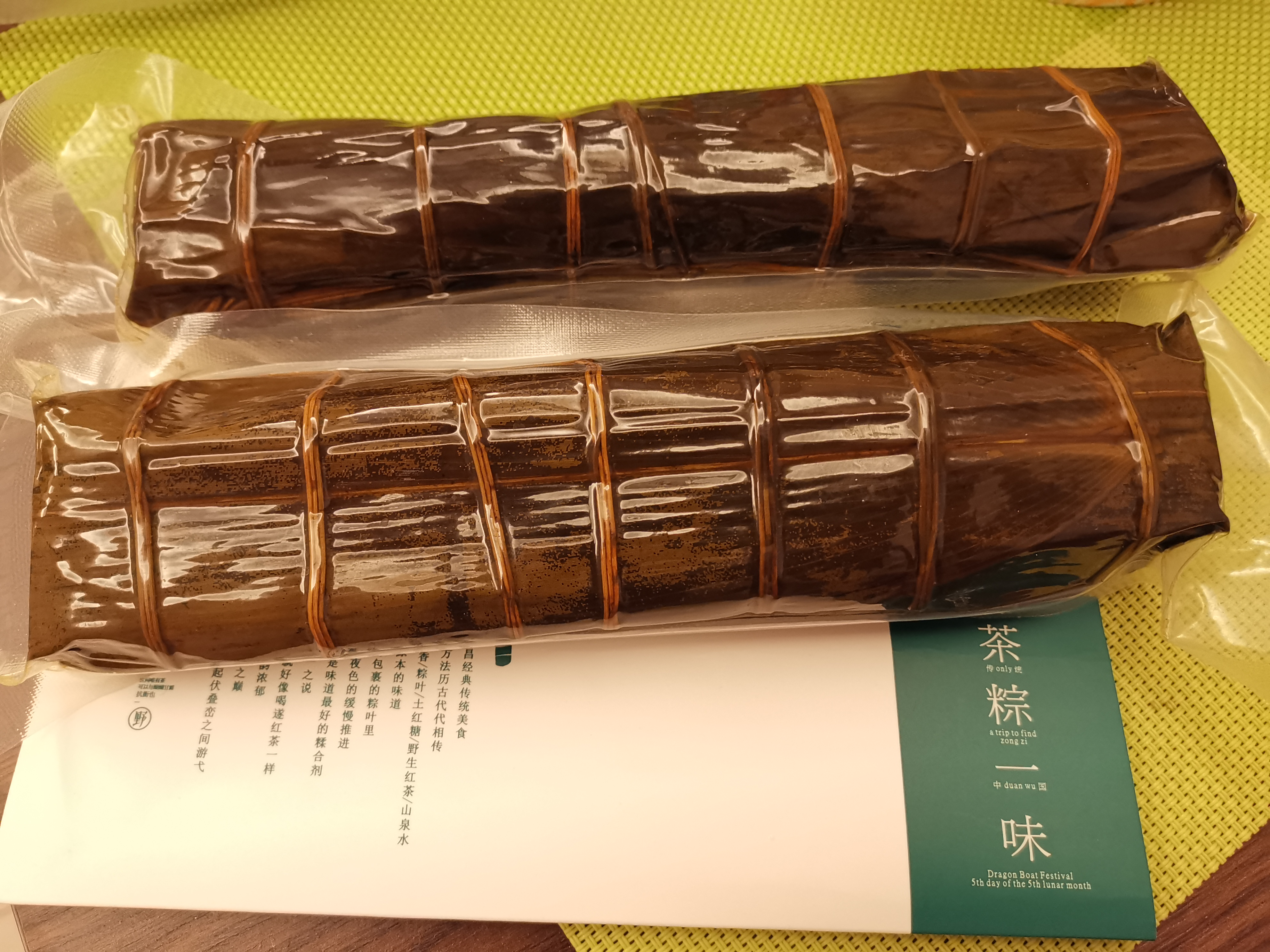
遂昌长粽

遂昌长粽，是中华人民共和国浙江省丽水市遂昌县的一种特产。

## 特点
端午节时，遂昌当地居民制作长粽，其形状为细长型，馅料用的是土猪五花肉和霉干菜，包粽子的糯米要用牡荆烧干的灰、用筛淋水过滤的灰汁浸泡（当地称黄金柴灰水），再将糯米放入灰水中浸泡沥干。之后用芦苇叶包裹竖排，再用麻线困紧，寓意“长长久久”。2012年，遂昌县网店协会开始通过微博、网店销售遂昌土特产。2018年6月，遂昌县市场学会向国家商标局报送了“遂昌长粽”地理标志证明商标申报材料。